# Halcrow Group Limited
Halcrow Group Limited é uma empresa de consultoria de engenharia baseada em Londres.

## Historia
A empresa foi fundada em 1868 por Thomas Meik, originalmente com seu nome. Funcionou extensivamente nas indústrias de carga marítima, no porto e com projetos da ferrovia no Norte da Inglaterra e na Escócia. Durante a primeira parte do Século XX, William Halcrow (mais tarde, Sir William) estabeleceu a firma em outras áreas, notavelmente em construções de túnel. As primeiras comissões de Halcrow fora do Reino Unido iniciaram-se em 1890.
A empresa teve vários nomes, entre eles:
- CS Meik and Buchanan (1920),
- CS Meik and Halcrow (1923),
- WT Halcrow and Partners (1941) e
- Sir William Halcrow and Partners (1944).

O nome atual foi adotado em 1998.

## Atualmente
No ano de 2004, os projetos empreendidos fora do Reino Unido contabilizaram aproximadamente por 40% do movimento.
Em 2008, a empresa participa de um consórcio junto as companhias brasileiras Balman Consultores Associados e Sinergia Estudos e Projetos em estudos técnicos sobre o traçado preliminar do trem de alta velocidade no Brasil.